# Höviksnäs och Myggenäs
Höviksnäs och Myggenäs – miejscowość (tätort) w Szwecji, w regionie administracyjnym (län) Västra Götaland, w gminie Tjörn.
Według danych Szwedzkiego Urzędu Statystycznego liczba ludności wyniosła: 1750 (31 grudnia 2015), 3459 (31 grudnia 2018) i 3455 (31 grudnia 2019).